# Wiesław Kuciński
Wiesław Kuciński  (ur. 19 grudnia 1957 w Sępopolu, zm. 23 czerwca 1994 w okolicy Plaški w Chorwacji) – polski wojskowy, starszy chorąży Wojska Polskiego, poległ podczas wykonywania zadania bojowego w Polskim Kontyngencie Wojskowym w Chorwacji (UNPROFOR) w b. Jugosławii, pośmiertnie awansowany na stopień podporucznika.

## Życiorys
Wiesław Kuciński s. Kajetana urodził się 19 grudnia 1957 r. w Sępopolu.

### Przebieg służby wojskowej
W 1978 r. Wiesław Kuciński został powołany do służby wojskowej. Następnie rozpoczął naukę we Wrocławiu jako kadet w Szkole Chorążych Wojsk Inżynieryjnych i Komunikacji, którą ukończył w 1981 r. W tym samym roku otrzymał przydział służbowy do Brzegu, gdzie rozpoczął pełnienie zawodowej służby wojskowej w 1 Warszawskiej Brygadzie Saperów, następnie w 1 Brygadzie Saperów w Brzegu. Uczestniczył w misji UNDOF w Syrii i od 1993 r. w Polskim Kontyngencie Wojskowym w Chorwacji (UNPROFOR) w b. Jugosławii.

### Rozminowywanie pod Plaškami, śmierć
Starszy chorąży Wiesław Kuciński podczas misji był w plutonie inżynieryjno-saperskim, gdzie dowódcą plutonu był kpt. Witold Kowalczyk będący w składzie polskiego batalionu operacyjnego JW. 1135 (POLBATT) z dowódcą płk. Janem Kemparą stacjonujący w Slunju, w Sektorze Północnym z dowódcą sektora gen. bryg. Józefem Chmielem. Były to siły ochronne Organizacji Narodów Zjednoczonych, które powstały na mocy rezolucji Rady Bezpieczeństwa ONZ S/RES/743 w celu zapobieżenia konfliktu, jaki ogarnął w 1991 r. terytorium byłej Jugosławii. Polski batalion operacyjny, w tym pluton saperów, wykonywał swoje zadania tylko za dnia, ponieważ nocą następowała serbsko-chorwacka wymiana ognia, zmuszająca Polaków do wycofania się do schronu (przepisy oenzetowskie zabraniały błękitnym hełmom jakąkolwiek ingerencję zbrojną, a jedynie rozdzielanie walczących sił). 
23 czerwca 1994 r. pluton inżynieryjno-saperski, w tym kpt. Witold Kowalczyk, st. chor. Wiesław Kuciński oczyszczał z min jedną z dróg biegnących po zboczu góry, drogi w okolicy wsi Plaški, dzielącej chorwackie i serbskie siły w byłej Jugosławii. Nastąpił wybuch miny wyskakującej w wyniku którego poległ st. chor. Wiesław Kuciński i kpt. Witold Kowalczyk, lekko ranni zostali ppłk Stanisław Fornal i szer. Sylwester Torba. 28 czerwca 2024 r. raport komisji sporządzony po wypadku wskazywał: Wypadek zdarzył się w rejonie prowadzonych prac rozminowania. Po osunięciu zapalnika z czwartej wykrytej miny PMA-3, powracając z kapitanem Kowalczykiem na podstawę wyjściową, najprawdopodobniej chorąży Kuciński wyszedł poza granicę terenu sprawdzonego, następując na minę. 
Jeden z żołnierzy z tamtej misji st. szer. Tomasz Nehring tak opisał tę sytuację w Polsce Zbrojnej i w książce „Bałkany. Raport z polskich misji”:   

Dowódca plutonu omówił zadanie, dał instrukcje, ustalił kolejność wykonywania prac, żołnierze saperzy podpisali listę wejścia na ścieżkę. Saper szedł na ścieżkę, po wykryciu miny wykrywaczem oznaczał czerwoną chorągiewką z literą M. Kpt. Kowalczyk tego dnia nowo przybyłemu na misję chorążemu Kucińskiemu, pokazywał praktycznie postępowanie z minami według przyjętych procedur. Zabierał go ze sobą i przeprowadzał praktyczne szkolenie, jak rozbroić minę i wykręcić zapalnik. Jeden z żołnierzy saperów wykrył kolejną, czwartą już minę PMA-3. Kapitan podszedł z chorążym, wydobył minę, rozbroił i skierowali się w kierunku podstawy wyjściowej ścieżki. Nagle usłyszałem huk. Gdy opadła chmura kurzu i dymu, zobaczyłem, że na środku drogi leżą kpt. Kowalczyk i chor. Wiesław Kuciński. Nie od razu zrozumiałem, co się stało. Przecież nie poczułem fali uderzeniowej, a byłem zaledwie siedem metrów od miejsca wybuchu. Fala powinna rozejść się promieniście, we wszystkich kierunkach. To była jugosłowiańska PROM-1, mina wyskakująca z ziemi nawet na metr ponad grunt. Po sekundzie następuje detonacja. W tej jednej sekundzie kapitan, wiedząc, co się stanie, tak się ustawił, aby mnie ochronić. Przyjął na siebie główną siłę uderzenia.

### Pochówek, upamiętnienie
Wiesław Kuciński został pochowany na cmentarzu w Brzegu, miał 37 lat. Postanowieniem Prezydenta RP Lecha Wałęsy został pośmiertnie odznaczony „Krzyżem Zasługi Za Dzielność”, a na podstawie decyzji MON został awansowany pośmiertnie do stopnia podporucznika. Śp. ppor. Wiesław Kuciński zostawił żonę Teresę i syna. 2 listopada 2018 r. w Klubie wojskowym w Brzegu odbył się koncert poświęcony pamięci poległym saperom (ppor. Wiesław Kuciński, sierż. Szymon Sitarczuk) pod tytułem „Zaduszki Misyjne”, które odbyły się już po raz czwarty. 15 listopada 2024 w Klubie wojskowym 1 pułku saperów w Brzegu uczczono pamięć żołnierzy poległych w misjach pokojowych, wydarzeniem pod tytułem „Ocalić od zapomnienia”. 

## Awanse
- młodszy chorąży – 1981[2]
- podporucznik – 1994 (pośmiertnie)[2]

## Ordery, odznaczenia i wyróżnienia
- Krzyż Zasługi za Dzielność – 1994 (pośmiertnie)[3]

i inne